# Honorata Skarbek
Honorata Skarbek, nghệ danh là Honey, (sinh ngày 23 tháng 12 năm 1992) là một ca sĩ, nhà sáng tác ca khúc và blogger thời trang người Ba Lan. Cô là ca sĩ quán quân tại Liên hoan âm nhạc TOPtrendy năm 2011 tại Sopot. Honorata Skarbek còn giành được giải thưởng VIVA Comet Awards năm 2012 ở hạng mục Ra mắt của năm.

## Đĩa hát

### Album phòng thu
| Tựa đề                                                                        | Chi tiết về album                                                                                            | Xếp hạng | Doanh số       | Chứng nhận  |
| Tựa đề                                                                        | Chi tiết về album                                                                                            | POL      | Doanh số       | Chứng nhận  |
| ----------------------------------------------------------------------------- | --- | -------- | -------------- | ----------- |
| Honey                                                                         | - Phát hành: 21 tháng 3 năm 2011 - Hãng đĩa: Universal Music Polska, Magic Records - Định dạng: CD, tải nhạc | —        | - POL: 15,000+ | - POL: Vàng |
| Million                                                                       | - Phát hành: 16 tháng 4 năm 2013 - Hãng đĩa: Universal Music Polska, Magic Records - Định dạng: CD, tải nhạc | 39       | - POL: 15,000+ | - POL: Vàng |
| Puzzle                                                                        | - Phát hành: 31 tháng 7 năm 2015 - Hãng đĩa: Universal Music Polska, Magic Records - Định dạng: CD, tải nhạc | 28       |                |             |
| Sunset                                                                        | - Phát hành: 11 tháng 5 năm 2018 - Hãng đĩa: Universal Music Polska, Magic Records - Định dạng: CD, tải nhạc | 27       |                |             |
| "–": Bài hát không có bảng xếp hạng hoặc không được phát hành trong lãnh thổ. | |          |                |             |

### Đĩa đơn
| Tựa đề                                                                        | Năm  | Xếp hạng    | Xếp hạng  | Album               |
| Tựa đề                                                                        | Năm  | POL (JUMPS) | POL (NEW) | Album               |
| ----------------------------------------------------------------------------- | ---- | ----------- | --------- | ------------------- |
| "No One"                                                                      | 2011 | —           | —         | Honey               |
| "Runaway"                                                                     | 2011 | —           | 2         | Honey               |
| "Sabotaż"                                                                     | 2011 | —           | 1         | Honey               |
| "Lalalove (Don't Love Me)"                                                    | 2013 | —           | —         | Million             |
| "Lalalove (Don't Love Me) (Michael Bear RMX)"                                 | 2013 | —           | —         | đĩa đơn ngoài album |
| "Insomnia"                                                                    | 2013 | —           | —         | Million             |
| "Nie powiem jak"                                                              | 2013 | 1           | 1         | Million             |
| "Fenyloetyloamina"                                                            | 2013 | —           | —         | Million             |
| "Fenyloetyloamina (FIVER Remix)"                                              | 2014 | —           | —         | đĩa đơn ngoài album |
| "GPS"                                                                         | 2014 | —           | —         | Puzzle              |
| "Naga"                                                                        | 2014 | —           | —         | Puzzle              |
| "Damy radę"                                                                   | 2015 | —           | —         | Puzzle              |
| "Morze słów"                                                                  | 2015 | —           | —         | Puzzle              |
| "Święta cały rok"                                                             | 2015 | —           | —         | đĩa đơn ngoài album |
| "Na koniec świata"                                                            | 2017 | —           | —         | Sunset              |
| "Zasady"                                                                      | 2018 | —           | —         | Sunset              |
| "Tylko mój" (kết hợp Marta Gałuszewska và Ewelina Lisowska)                   | 2018 | —           | —         | (soundtrack)        |
| "Świat jest nasz"                                                             | 2018 | —           | —         | Sunset              |
| "Chora" (kết hợp Wdowa)                                                       | 2018 | —           | —         | Sunset              |
| "Friendzone"                                                                  | 2019 | —           | —         | đĩa đơn ngoài album |
| "–": Bài hát không có bảng xếp hạng hoặc không được phát hành trong lãnh thổ. |      |             |           |                     |